# 64
Évszázadok: i. e. 1. század – 1. század – 2. század
Évtizedek: 10-es évek – 20-as évek – 30-as évek – 40-es évek – 50-es évek – 60-as évek – 70-es évek – 80-as évek – 90-es évek – 100-as évek – 110-es évek
Évek: 59 – 60 – 61 – 62 –  63 – 64 – 65 – 66 – 67 – 68 – 69

## Események

### Római Birodalom
- Caius Laecanius Bassust (helyettese júliustól Caius Licinius Mucianus) és Marcus Licinius Crassus Frugit (helyettese Quintus Fabius Barbarus Antonius Macer) választják consulnak.
- Nero császár kisebb magánrendezvények után először lép fel színházban énekével. A neapolisi színház az előadás után, a közönség távoztával összedől.
- Nero Tigellinus közreműködésével fényűző, orgiasztikus ünnepségeket rendeztet. Ezek egyikén a menyasszony szerepében összeházasodik egy férfiprostituálttal.
- Július 19. - Hatalmas tűzvész kezdődik Rómában. A tüzet képtelenek megfékezni, hat napon át ég. Róma 14 kerületéből 3 teljesen, 7 részlegesen elpusztul. Leég a császári palota, az ősi templomok nagy része és a Vesta-szentély a római nép házi isteneivel.
- Elterjed a híresztelés, hogy Nero gyújtotta fel a várost és hogy a tűzvész tombolása alatt Trója pusztulásáról énekelt dalokat. Hogy másra terelje a gyanút, Nero a keresztényeket vádolja meg Róma felgyújtásával. Az elfogott keresztényeket változatos módon - arénában, keresztre feszítve, elégetve - kivégzik. A hagyomány szerint ekkor feszítik keresztre Péter apostolt és feltehetően ekkor fejezik le Pál apostolt is.
- Nero hatalmas újjáépítési programot jelent be. A szűk sikátorok és összetákolt bérházak helyére széles utcákat és a tűzbiztonság érdekében kőből épült házakat terveznek. Grandiózus tervek alapján megkezdik a császári palota újjáépítését. A szükséges pénzt Itália és a provinciák különadóztatásával, a templomok kincseinek lefoglalásával teremtik elő.
- Praenestében fellázadnak a gladiátorok, de a felkelést leverik.

## Születések
- Bübloszi Philón, görög grammatikus és történetíró
- Julia Flavia, Titus császár lánya

## Halálozások
- Péter apostol
- Pál apostol